# I cavalieri della vendetta (film 1963)
I cavalieri della vendetta (Llanto por un bandido) è un film del 1963 diretto da Carlos Saura.

## Trama
Dopo aver vissuto per anni alla macchia Jose decide di consegnarsi alla polizia e magari aiutarli a catturare altri banditi ma i suoi vecchi compagni glielo impediranno.